# Stenogobius squamosus
Stenogobius squamosus és una espècie de peix de la família dels gòbids i de l'ordre dels perciformes.

## Morfologia
- Els mascles poden assolir 7,4 cm de longitud total i les femelles 7,9.[4][5]

## Hàbitat
És un peix d'aigua dolça, de clima tropical i demersal.

## Distribució geogràfica
Es troba a Oceania: Illes Marqueses.

## Observacions
És inofensiu per als humans.